# 颱風衛萊特 (1961年)
颱風衛萊特（英語：Typhoon Violet，國際編號：6124，中國大陸編號：6127），是1961年太平洋颱風季第24個被命名的風暴。聯合颱風警報中心評定衛萊特的接近中心最高持續風速為每小時335公里，可能為全球有紀錄以來風速第二高的熱帶氣旋，只僅次於同年9月的颱風及2015年颶風派翠莎的每小時345公里（但一般認為當時氣象機構的人工預報傾向高估熱帶氣旋的風速，因此衛萊特及南施的風力數據仍有爭議）。

## 歷史及影響
最初，衛萊特前身只有細小的核心，並且被發現在南鳥島西南方海面上逐漸發展。10月2日，系統持續地發展整合，機構開始對該系統進行進一步的觀察。經過數天的觀察後，聯合颱風警報中心指出衛萊特的風力已經開始逐漸達到熱帶風暴等級的水平。10月4日，聯合颱風警報中心將其升格為熱帶風暴，並命名為維奧莉（英語：Violet）。衛萊特被命名後時與一般的熱帶氣旋不一樣，因為受其西面受到一副熱帶高壓所引導之下，導致衛萊特出現西南移向。當維奧莉移到了關島以北海面時，受到亞熱帶影響之下，其移動速度開始逐漸減慢，並開始快速增強為一颱風並且轉往西北朝日本行進。隨後在10月7日，衛萊特很快便達到了巔峰水平210英里每小時（相當於335 公里每小時），及氣壓886百帕。 然而，在這個時代的科技並沒有很先進，所得出的數據極高，所以衛萊特的數值並未受到現今普遍人們接受。
隨後，衛萊特向北移動繼而接近日本房總半島及東京。當衛萊特登陸日本後，它繼續向北移動，並逐漸開始轉化為一股溫帶氣旋。10月10日，衛萊特已完全轉化為一股溫帶氣旋。

### 關島
當衛萊特掠過關島時，並未有造成嚴重的破壞和損失，主要是農作物方面受損。

### 日本
衛萊特登陸時並未有對日本造本嚴重損失，這是因為當時日本仍然在發展初期階段。
在10月9日，一艘9124噸重的貨輪（The Pioneer Muse）受到衛萊特外圍雲帶影響而擱淺在大東群島。所有在船上的人都被獲救，而一些軍用貨的硬件則被清理。由於天氣惡劣，另一艘船隻（The Sheik）亦在（The Pioneer Muse）附近數米外擱淺。其後，（The Sheik）被折成兩段。
日本政府指出，在衛萊特侵襲期間至少造成兩人死亡。

#### 風速及氣壓數據
- 實測最低氣壓：882hPa[5][6]

## 外部連結
- （日語）日本氣象廳首頁 （页面存档备份，存于）
- （英文）聯合颱風警報中心首頁 （页面存档备份，存于）
- （简体中文）中央氣象台首頁
- （繁體中文）中央氣象局首頁 （页面存档备份，存于）
- （繁體中文）香港天文台首頁 （页面存档备份，存于）
- （繁體中文）澳門地球物理暨氣象局首頁 （页面存档备份，存于）
- （英文）菲律賓大氣地球物理和天文管理局首頁 （页面存档备份，存于）